# Кавказофенопс Молчанова
Кавказофенопс Молчанова (лат. Caucasaphaenops molchanovi) — вид пещерных жуков-жужелиц из трибы Trechini (Trechinae). Эндемик Краснодарского края (округ Большой Сочи, с.-в. Кавказ, Россия, район хребта Алек, ущелье реки Ац, 300 м над у.м., пещера Соколова (Ацинская), 43°41′19″ с. ш. 39°51′32″ в. д.). Включен в Красную книгу Российской Федерации с статусе 2 (вид, сокращающий численность и/или распространение).

## Описание
Мелкие бескрылые и слепые жужелицы коричневого цвета с желтоватыми ногами и усиками. Длина тела самки около 5 мм (самцы неизвестны). Тело узкое с перетяжкой между переднеспинкой и надкрыльями. От близких групп отличается по сочетанию следующих признаков: высокоспециализированный «троглобионтный» вид, сильно и регулярно опушенная поверхность тела, полные фронтальные борозды, лабиальные волоски вставлены очень близко к основанию. Голова очень крупная, в 1,04 раза шире переднеспинки. Височные части регулярно выпуклые. Антенны очень длинные, значительно превышают среднюю длину надкрылий, в 1,33 раза больше длины надкрылий, их 3-й членик длиннее 4-го, в 1,31 раза длиннее первого, в 1,62 в 1,5 раза длиннее 2-го антенномера и в 4,25 раза длиннее его ширины. Глаза полностью отсутствуют. Лобные борозды глубокие, особенно посередине, неправильной угловатой формы, сильно расходящиеся кзади, почти полные, только в самой задней части около задней надглазничной пластинки резко исчезают. Лоб выпуклый и сильно расширен в заднем направлении. Наличник с двумя волосками на каждой стороне. Два длинных надглазничных волоска направлены немного в заднем направлении. Скутеллюм хорошо развит, треугольной формы с несколько заниженной и заостренной вершиной. Надкрылья умеренно выпуклые, плечевые края полностью округлые, наиболее широкие в вершинной трети, отчётливо вдавлены у скутеллюма, каждое надкрыльее округлено и разделено апикально.

## Биология
Экология неизвестна. По внешней морфологии и месту своего обнаружения Caucasaphaenops molchanovi является троглобионтным видом. Образцы были собраны в пещере Соколова. Свет в пещеру не проникает, здесь всегда царит полумрак и прохладный пещерный микроклимат. При сборе образцов других членистоногих была зарегистрирована температура воздуха 10,2° С и почти 100 % абсолютная влажность воздуха.
Фауна пещеры Соколова уникальна и является типовым местонахождением пещерных сенокосцев Kovalius logunovi и двух троглобионтных видов наземных жуков-жужелиц (Carabidae) — Caucasaphaenops molchanovi и Caucasorites kovali Belousov, 1999.
Также в пещерах северо-западного Кавказа представлены членистоногие N. doriae (Canestrini, 1871) и N. pontica Charitonov, 1941.

## Систематика и этимология
Вид был впервые описан в 1999 году Игорем Александровичем Белоусовым (Всероссийский институт защиты растений, Санкт-Петербург) и выделен в отдельный род Caucasaphaenops Belousov, 1999, который также близок к виду Hydraphaenops Jeannel. Суммируя все данные, автор помещает Caucasaphaenops в филетическую серию Aphaenops, близкую к Caucasorites. Тем не менее, истинное систематическое положение может быть окончательно установлено только тогда, когда самец станет доступным для изучения, в частности, в отношении структуры эдеагуса и количества расширенных сегментов на передних ногах. Родовое название Caucasaphaenops происходит от сочетания слова Кавказ и имени близкого рода Aphaenops, видовое название C. molchanovi дано в честь коллектора типовой серии А.Молчанова (Санкт-Петербург).